# Валье, Андрес дель
Андрес дель Валье Родригес (исп. Andrés del Valle Rodríguez; 30 ноября 1833 — 28 июня 1888) — президент Сальвадора с 1 февраля по 1 мая 1876 года.
Его отец, Фернандо дель Валье (Fernando del Valle) родился в Сантадере и разбогател на торговле и земледелии. Андрес был членом конституционного собрания с 1872 по 1873 годы. В 1874 он стал сенатором от департамента Санта-Ана. В 1875 он был уже заместителем председателя Сената и председателем парламента. 1 марта 1875 парламент созвал выборы в первое воскресенье декабря того же года.
Андрес был избран на срок с первого февраля 1876 по 1 февраля 1880. Вице-президентом стал его предшественник, Сантьяго Гонсалес Портильо. В тот же день правительство взяло заём в размере полумиллиона долларов США.
Хусто Руфино Барриос Ауйон, президент Гватемалы, был настроен скептически, потому что Сантьяго Гонсалес оказывал поддержку политическим беженцам из его страны. Он также подозревал, что Понсиано Лейва планировал свергнуть его.
Барриос дал понять Валле, что, если он планирует продолжить свой курс, то он должен позаботится о том, чтобы правительство Гватемалы поддержало Хосе Марию Медину из Гондураса в свержении Пончиано Лейвы.

## Конференция на вулкане Чинго
Правительство Сальвадора настаивало на доброй воле Гонсалеса, и с Гватемалой была достигнута договорённость о проведении конференции на вулкане Чинго, где при посредничестве Марко Аурелио Сото было подписано соглашение.
Барриос был убеждён, что Гонсалес оставался фактическим главой государства в Сальвадоре.

## Война с Барриосом
Барриос позволил полуторатысячной армии напасть на Гондурас и сам возглавил армию, которая вошла в Сальвадор без объявления войны с Запада.
20 марта 1876 года гватемальский военный министр Хосе Мария Самайоа разорвал все отношения с Сальвадором, заявив, что 27 марта 1876 года армия Сальвадора вторглась в Гватемалу, объявив войну, таким образом дав Барриосу абсолютную власть для защиты достоинства Гватемалы. 26 марта 1876 года правительство Сальвадора объявило недействительным соглашение о дружбе и поддержке, заключённое с Гватемалой 24 января 1872 года. План Барриоса заключался в том, чтобы напрямую атаковать Сальвадор с запада одной армией и одновременно атаковать департаменты Сан-Мигель и Ла-Уньон второй армией, с востока, через Гондурас. В то же время мексиканский генерал Хосе Лопес Урага был размещён в лагере Джутиапа для охраны арсенала. Войска безуспешно атаковали изолированную станцию на границе с Сальвадором, что заставило Барриоса перебросить снаряжение в Чинго, а ему самому — начать атаку на Сальвадор. Штаб Сальвадора находился в Санта-Ане. Барриос осадил Ауачапан восьмитысячной армией, Урага с армией в 1500 человек был отправлен в Чальчуапу и только несколько солдат остались в Чинго.
Гватемальский гарнизон Апанеки заставили отойти. Когда он попытался вернуться утром 15 апреля 1875 года, то был встречен боем, который продлился до самой ночи. После тяжёлых потерь бойцы отступили в Атикисаю.
Между 17 и 19 апреля 1876 года генерал Грегорио Соларес разбил войска генералов Бриозо, Дельгадо, Санчеса и Эспиносы и, таким образом смог оккупировать департаменты Сан-Мигель и Ла-Уньон, угрожая департаментам Сан-Висенте и Усулутан и даже официальной резиденции президента Валье, отрезав таким образом правительство Сальвадора от основных ресурсов страны. Около восьмисот сальвадорских солдат были убиты, и войска отступили в Сан-Мигель, куда прибыли только двести человек. Соларес осадил Сан-Мигель и Ла Юнион. Было достаточно сил, чтобы защитить Сьюдад-Сан-Винсенте, но правительство Сальвадора отдало приказ гарнизону перебраться в столицу.
На западе армия Сальвадора сократилась до 2600 человек во время битвы Семана Санта в Ауачапане и почти до 3500 в Санта Ане. После Пасхи осталось только 900 солдат, которые напрасно пытались захватить Чальчуапу.
Во время осады Атикисайи войска Баррио сбросили 900 бомб, вошли в Ауачапан, и, на следующий день - в Чальчуапу, где проходили мирные переговоры. Мирный договор был подписан 25 апреля 1876 года и ратифицирован парламентами на следующий день. Главнейшим условием данного договора была полная отставка правительства Сальвадора, и поэтому Валье был вынужден уйти с должности президента.